# Wladimir Petrowitsch Filatow

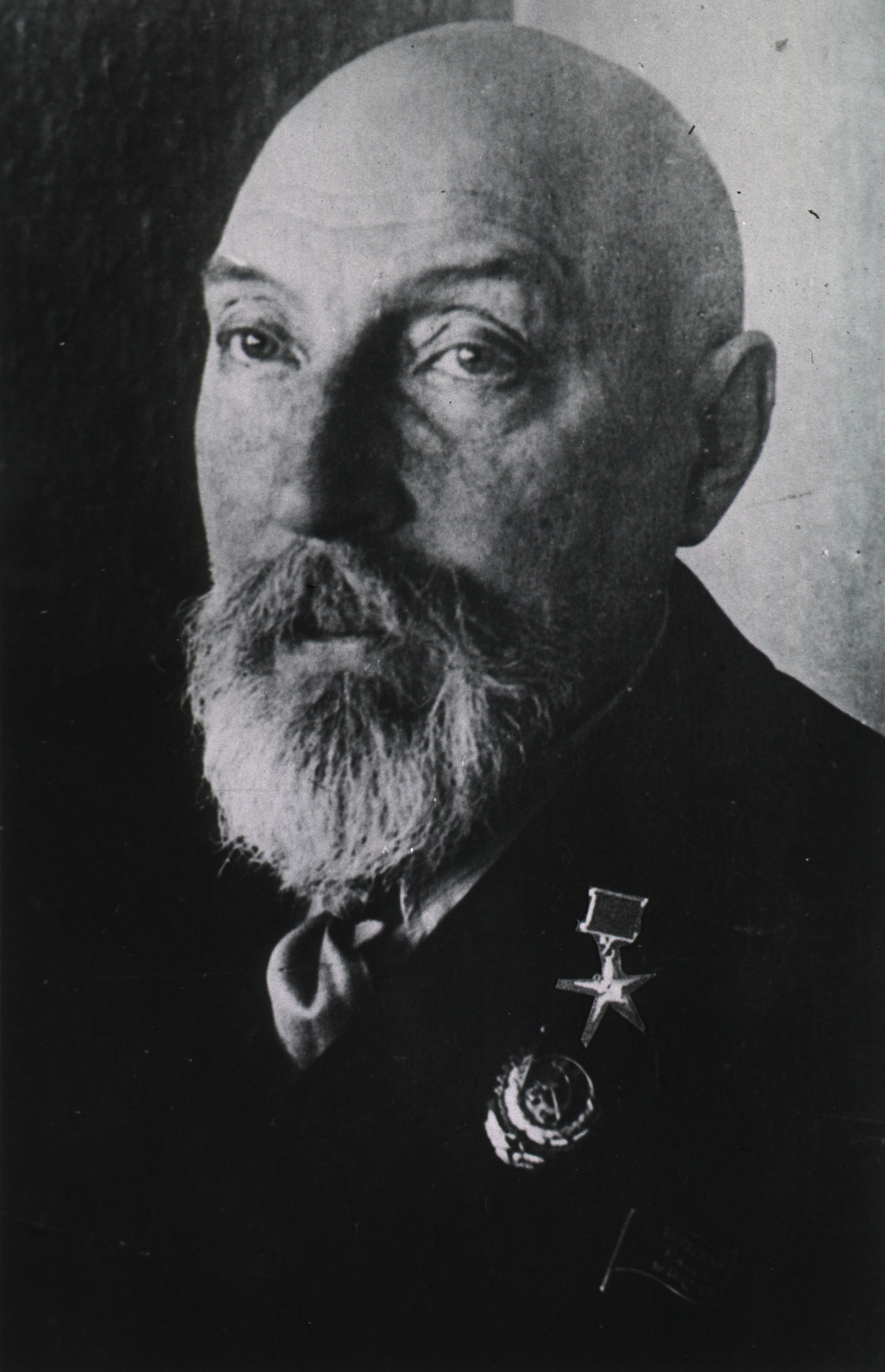
Wladimir Filatow

Wladimir Petrowitsch Filatow (russisch Владимир Петрович Филатов; * 15. Februarjul. / 27. Februar 1875greg. in Saransk; † 28. Februar 1956 in Odessa) war ein sowjetischer Chirurg.
Er leistete Pionierarbeit in der Hornhautverpflanzung am Auge und arbeitete mit Eduard Zirm zusammen. Er entdeckte Gewebe, die unter bestimmten Bedingungen andere, bereits abgestorbene, Gewebe wiederbeleben konnte. So konnte er durch Grauen Star zerstörtes Hornhautgewebe durch das gekühlte Gewebe einer Leiche ersetzen und so die Sehkraft wiederherstellen.
1939 wurde er Mitglied der Akademie der Wissenschaften der Ukrainischen SSR. Er erhielt zahlreiche staatliche Auszeichnungen: Held der sozialistischen Arbeit (1950), Orden des Roten Banners der Arbeit (1938), Stalinpreis (1941), Leninorden (1944, 1948, 1950, 1954) und andere.